# Ogonek

L'ogonek «˛» (del polonès «petita cua») és un signe diacrític de l'alfabet llatí que es fa servir en polonès i en lituà per indicar la nasalitat de la vocal afectada. També s'empra en algunes llengües ameríndies.

## En lituà
El símbol, anomenat nosinė, s'afegeix a les quatre vocals breus fonamentals del lituà (a, e, i, u):
- Ą ą
- Ę ę
- Į į
- Ų ų

Aquestes lletres eren originàriament nasals, però en l'actualitat la nasalitat s'ha perdut i ha esdevingut un allargament vocàlic.
Es poden considerar que aquestes nasals històriques són vocals llargues recents, per oposició a les vocals llargues històriques o ė y ū. El į i el ų es confonen respectivament en la pronunciació amb les vocals llargues y i ū, mentre que ą i ę són diferents de les vocals llargues no nasals o i ė, més tancades.

## En polonès
| Escriptura | API | Pronunciació aproximada |
| ---------- | --- | ----------------------- |
| Ą, ą       | [ɔ̃] | on a maison en francès  |
| Ę, ę       | [ɛ̃] | ain a pain en francès   |

## Informàtica
Fora de la disposició de tecles en els teclats informàtics polonès i lituà, l'ogonek es pot fer mitjançant una tecla morta si n'hi ha:
- Alt+M en Mac OS X 10.3 i Mac OS X 10.4, amb l'opció «teclat americà estès».
- Alt Gr+f en la disposició del teclat francès bépo.

| Caràcter | Unicode |
| -------- | ------- |
| Ą        | U0104   |
| ą        | U0105   |
| Ę        | U0118   |
| ę        | U0119   |
| Į        | U012E   |
| į        | U012F   |
| Ų        | U0172   |
| ų        | U0173   |
| ˛        | U02DB   |
| ̨         | U0328   |